# Алексије Комнин (гувернер Драча)
Алексије Комнин ( грч. Ἀλέξιος Κομνηνός; око 1077 – после 1108) био је византијски аристократа и нећак цара Алексија I Комнина . Унапређен у чин севаста, служио је као дукс Дирахија од 1106. до после 1108. године. За то време предводио је успешан отпор опсади Драча од стране Боемонда I Антиохијског, што је довело до Деволског споразума .

## Живот
Рођен око 1077, Алексије је био други син и треће дете севастократора Исака Комнина, старијег брата византијског цара Алексија I Комнина ( в. 1081–1118 ) и његова жена Ирена од Аланије.   Као царски рођак, носио је титулу севаста . 
Готово једини детаљи о његовом животу потичу из Алексијаде, коју је написала његова рођака Ана Комнине .  Први пут се помиње у пролеће 1106. године, када га је стриц именовао за војног гувернера ( доукс ) Дирахија, заменивши свог старијег брата Јована .   Његов ранији живот и каријера су непознати, али је вероватно да је раније био на другим јавним функцијама, баш као и Јован, који је своју прву функцију имао са 19 година.  У неком тренутку, вероватно, око 1094. оженио се извесном Зојом чија је породица непозната.  
Место гувернера Драча је било од великог значаја. Град је био од великог значаја за Византијско царство, као „кључ Албаније “ и главна тачка уласка Италије на Балкан, што илуструје улога коју је имао у инвазији Нормана у првим годинама владавине цара Алексија I.  Јован се показао непоузданим, будући да је оптужен за заверу против цара и претрпео пораз од Срба . Пошто је претила још једна инвазија Нормана, цар Алексије I је уместо тога поверио ово кључно место Алексију, коме је очигледно указао веће поверење.  У исто време, цар је наставио да шаље писма свом нећаку, утискујући му потребу да стално бдије на обалама због првих знакова инвазије Нормана.  
Заиста, октобра 1107. Боемонд I од Антиохије, опонашајући свог оца Роберта Гвискара, искрцао се са јаком војском у Валони .  Алексије, који је марљиво спроводио упутства свог стрица, одмах му је послао вести.   Боемонд је опсадо Дирахијум у новембру 1107, што је трајало до следећег пролећа. Нормани су користили бројне опсадне машине, али су се браниоци држали чврсто, користећи грчку ватру да их униште. Ана Комнин хвали Алексијево вођство, како због његове храбрости, тако и због инспирације коју је пружио својим људима. У међувремену, ситуација опсадника се погоршала јер је цар Алексије I послао одреде да заузму различите пролазе како би спречили Нормане да траже храну, док је он са својом војском прешао у Девол да сачека прилику да удари на њих. Док су глад, болести и дезертерства мучили норманску војску, Боемонд је послао изасланике код Алексија да преговарају.   По упутствима свог стрица, Алексије је проследио изасланике цару, што је довело до закључења Деволског уговора у којем је Боемонд признао цареву власт и постао његов вазал.  
Алексијев даљи живот и каријера су непознати, као ни датум његове смрти.  Према Теодору Валсамону, његова жена се тешко разболела убрзо после 1130. од болести коју су њени лекари сматрали неизлечивом. У очају, њена породица се обратила страним шарлатанима, који су тврдили да је њена болест последица урока, и наставила да открива глинене кукуљице, окривљујући њене слуге и пратњу. Потоњи су испитивани, па чак и мучени, али безуспешно, јер су шарлатани сами засадили ове лутке. На крају, пошто се показало да нису у стању да побољшају њено стање, побегли су из палате. Неки од њених рођака и слугу који су учествовали у овим догађајима касније су били кажњени због веровања и подржавања чаробњаштва од стране патријарха Лава Типа .  Пар је вероватно имао сина по имену Јован, познатог из једне погребне песме, који је био истакнути војни командант. 